# نوبوهيسا أراتا
نوبوهيسا أراتا (باليابانية: 浦田 延尚) (13 سبتمبر 1989 في شيناغاوا في اليابان – )؛ هو لاعب كرة قدم ياباني سابق كان يلعب كمدافع.

## وصلات خارجية
- نوبوهيسا أراتا على موقع رابطة كرة القدم اليابانية للمحترفين (اليابانية)
- نوبوهيسا أراتا على موقع قاعدة بيانات كرة القدم.إي يو (الإنجليزية)
- نوبوهيسا أراتا على موقع Soccerway.com (الإنجليزية)
- نوبوهيسا أراتا على موقع عالم كرة القدم.نت (الإنجليزية)